# Вінченцо Беллавере
Вінченцо Беллавере (італ. Vincenzo Bellavere), також Беллавер (італ. Bell'haver, Bell'aver, Belaver) (1540-1541 — 29 серпня 1587) — італійський композитор пізнього Відродження, представник Венеціанської школи, органіст. Хоча й був найменш значною фігурою школи, зажив відомості як талановитий мадригаліст; написав декілька творів у венеційському поліхоральному стилі.

## Біографія
Про час та місце народження Вінченцо Беллавере нічого не відомо. Перша згадка про нього датується 1567 роком, коли він вже працював органістом у Падуанському Соборі. У тому ж році зробив марну спробу посісти пристижне місце першого органіста цього собору. У 1568 році став першим органістом при Скуолі Сан Рокко, венеційській інституції, пристиж якої був майже такий, як у Базиліки Сан Марко. Працював там до 1584 року, коли повернувся до Падуї, де обійняв посаду першого органіста у соборі, місце, на яке у минулому він не пройшов конкурс. У грудні 1585 року був звільнений з роботи у Падуї, очевидно за неоправданий прогул, і повернувся до Венеції, щоб стати органістом при церкві Санто Стефано.
30 грудня 1586 року, декретом прокураторів Республіки, був призначений першим органістом Базиліки Сан Марко, одного з найважливіших музичних центрів у тогочасній Італії, на місце, тільки-но звільнене Андреа Ґабріелі, чиїм учнем, як випливає з документів, він був; другим органістом був Джованні Ґабріелі. Призначення відбулося після конкурсу, у якому брали участь ще два претенденти — Паоло Джусто прозваний да Кастелло та Антоніо Роматуні. Річне жалування становило 100 дукатів, сума, що свідчить про його професійний авторитет. Враховуючи вищезазначене, припускається, що Беллавере вчився та розгортав свою діяльність у Венеції, а можливо й походив з цього міста або належних йому територій.
Помер усього по дев'яти місяцях після вступлення на посаду, у вересні 1587 року. Після його смерті місце першого органіста залишалось вільним понад рік, і було зайняте луккезцем Джозеффо Ґвамі 30 жовтня 1588 року.
Беллавере був талановитим композитором і міг би стати важливим представником венеціанської школи, але його кар'єра була припинена наглою смертю.

## Музика та впливи
Беллавере відомий передусім своїми творами. Він писав музику для клавішних інструментів, оскільки сам був органістом, але окрім цього у його доробку маються й хорові твори, зокрема мадригали у легкому стилі, що нагадує музику Андреа Ґабріелі, мотети та два магніфікати. В останніх працях використовує типовий для Джованні Ґабріелі багатохоровий стиль та групи інструментів, що є відмітним знаком венеціанської школи.

## Твори
- Самостійні прижиттєві публікації
  - В. Беллавера друга книга мадригалів на п'ять голосів (Di V. Belhaver il Secondo Libro de Madrigali a cinque voci) (Венеція, 1575) (інші дві книги, Венеція 1567 та 1576, не збереглися)
- Публікації у збірках
  - П'ятдесят мадригалів від трьох до дванадцяти голосів у різних збірках
  - декілька мотетів та магніфікат у збірці Reliquiae sacrorum concentuum, Дж. Ґабріелі та Г. Л. Гасслера,
  - Музика для церковних концертів Musica per concerti ecclesiastici
  - Magnificat octo tonorum diversorum excellentissimorum authorum
  - декілька токат для органа та клавесина в Transilvano Джіроламо Дірути

## Зовнішні посилання
- Toccata in locum Antiphonae IV для органа / Il Transilvano (1613) / Nova Ars Cantandi - YouTube
- HOASM-біографія  [Архівовано 18 лютого 2012 у Wayback Machine.] та дискографія  [Архівовано 18 лютого 2012 у Wayback Machine.] (англ.)
- Вільні ноти авторства Вінченцо Беллавере на сайті International Music Score Library Project (IMSLP)
- Vincenzo Bellavere: Партитури на сайті Werner Icking Music Archive (WIMA)